# Birgitta Lindholm
Birgitta ”Bigo” Lindholm, född 1976 i Helsingfors, är en finländsk handbollstränare och kapitalförvaltare. Som tränare har hon fyra FM-guld. Hon har tränat Helsingfors IFK:s  och Grankulla IFK:s damlag i FM-serien samt Finlands landslag för damer 2010–2014. Sedan 2020 är hon tränare för Kyrkslätt IF i samma serie. Hon är en av två delägare i rådgivningsfirman T&B Capital. Den 4 augusti 2021 sommarpratade hon i Yle Vega.

## Handbollskarriär
Linholm hade en framgångsrik karriär som spelare i FM-serien som hon avslutade 2005 på grund av skador. Hon gav sig då in på tränarbanan och tog över Helsingfors IFKs damlag. De två första säsongerna med Lindholm som tränare tog laget hem mästartiteln. Mellan 2007 och 2013 tränade hon Grankulla IFK, med uppehåll 2012 och 2013. Med Grankulla vann hon FM-serien 2009. Säsongen 2014 gick Lindholm tillbaka till Helsingfors IFK som vann mästartiteln det året. Hon tränade laget två ytterligare säsonger som båda slutade med förlust i finalen. Parallellt med rollen i klubblagen var hon även tränare för finska landslaget mellan 2010 och 2014.
De dubbla tränarrollerna var krävande och Lindholm lämnade landslaget 2014. Två år senare avslutade hon även rollen i klubblaget. Hon har själv sagt att hon var utbränd. Hon tackade nej till ett erbjudande att träna Atlas herrlag, något som skulle ha gjort henne till första kvinnliga tränare i FM-ligan för herrar. Under tiden som Lindholm var borta från handbollen valde hon att i stället förkovra sig teoretiskt som handbollsledare. Hon gick först en utbildning till Master Coach och följde upp med en universitetsexamen vid University of Las Palmas de Gran Canaria. Hon blev därmed 2020 den första kvinnan som kunde titulera sig ”Master of Science EHF Academic Master Coach”.
Under 2020 återgick Lindholm till tränarrollen, denna gång i Kyrkslätt IF. Hon tränade juniorlaget under 2020 och tog efter säsongens slut över representationslaget i FM-serien.

## Yrkeskarriär
Lindholm är utbildad vid Svenska handelshögskolan i Helsingfors där hon började 1997. Hon tog en magisterexamen där 2002. Efter studierna arbetade hon på Conventum Securities som 2003 köptes av försäkringsbolaget Pohjola och 2005 uppgick i OP-gruppen. 2007 grundade Lindholm tillsammans med Tuire Mickelsson firman T&B Capital, fokuserad på investeringsrådgivning. De två lärde känna varandra redan på Conventum där Mickelsson fungerade som mentor för Lindholm. Firman omsatte 2014 cirka 270 000 euro och hade omkring 90 kunder.